# Desa Sridadi (administrativ by i Indonesien, lat -7,23, long 109,09)
Desa Sridadi är en administrativ by i Indonesien.   Den ligger i provinsen Jawa Tengah, i den västra delen av landet, 270 km öster om huvudstaden Jakarta.